# Касасбуенас
Касасбуенас (ісп. Casasbuenas) — муніципалітет в Іспанії, у складі автономної спільноти Кастилія-Ла-Манча, у провінції Толедо. Населення — 224 особи (2010).
Муніципалітет розташований на відстані близько 80 км на південний захід від Мадрида, 13 км на південний захід від Толедо.

## Демографія
Динаміка населення (INE ):

## Галерея зображень

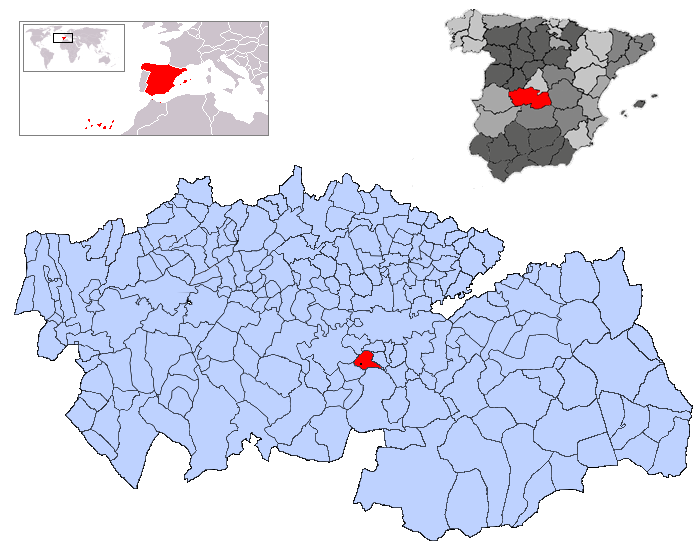
Розташування муніципалітету у провінції Толедо